# کوه آیالو
کوه آیالو (به لاتین: Mount Ayalu) یک کوه و آتشفشان چینه‌ای در اتیوپی است که در منطقه اداری ۳ (عفر) واقع شده‌است. کوه آیالو ۲٬۱۴۵ متر بالاتر از سطح دریا واقع شده‌است.